# Osadzanie słów
Osadzanie słów, zanurzenie słów, reprezentacje właściwościowe słów (ang. word embedding) – technika wykorzystywana w przetwarzaniu języka naturalnego, głównie w ramach dużych modeli językowych. Polega ona na kodowaniu słów za pomocą wektorów o wartościach liczbowych w taki sposób, żeby słowa o podobnym znaczeniu były reprezentowane przez wektory zbliżone do siebie w przestrzeni wektorowej.